# Energiekonzern
Ein Energiekonzern ist ein Unternehmen, welches seinen Kunden verschiedene Formen der Energie (z. B. Elektrische Energie, Fernwärme und Erdgas) anbietet. Für die Energieumwandlung, die Verteilernetze und den Vertrieb werden oftmals mehrere abhängige Unternehmen in einem Konzern vereinigt.
Gemäß § 3 des deutschen Energiewirtschaftsgesetzes (EnWG) bezieht sich der Begriff Energieversorgungsnetz auf Elektrizität und Gas – einschließlich Flüssigerdgas (LNG). Der Begriff Fernwärme oder Wärmeversorgung wird dabei nur im Zusammenhang mit Gasversorgungsunternehmen genannt. Nach § 3 Nr. 18 EnWG sind Energieversorgungsunternehmen „natürliche oder juristische Personen, die Energie an andere liefern, ein Energieversorgungsnetz betreiben oder an einem Energieversorgungsnetz als Eigentümer Verfügungsbefugnis besitzen“. Sie übernehmen also Aufgaben der Erzeugung, der Verteilung und des Vertriebs. Hierunter fallen sowohl Elektrizitätsversorgungsunternehmen als auch Erdgas- und im weiteren Sinne auch Fernwärmeversorgungsunternehmen.
Aufgrund der europäischen Richtlinie 96/92/EG wurden Konzerne verpflichtet, für die verschiedenen Unternehmensbereiche (Erzeugung, Übertragung, Verteilung) getrennte Konten zu führen (sog. buchhalterische Entflechtung). Diese getrennte Buchführung sollte eine Trennung des Netzbetriebs von der Energieversorgung und damit eine Liberalisierung des Marktes ermöglichen.
Konzern und Konzernunternehmen sind in § 18 des deutschen Aktiengesetzes legaldefiniert. Demnach sind mehrere abhängige Unternehmen unter der einheitlichen Leitung des herrschenden Unternehmens zusammengefasst als Konzern anzusehen.
Die marktbeherrschende Stellung von Unternehmen im deutschen Energiemarkt ergibt sich zum Beispiel anhand der Umsätze und der Zahl der Kunden. Zusammen beherrschen die ersten vier der folgenden Konzerne zusammen etwa 80 Prozent des deutschen Marktes bei der Elektrizitätsversorgung, wobei zu bemerken ist, dass E.ON selbst nur Erzeuger und Netzbetreiber ist und den elektrischen Strom hauptsächlich über konzerneigene Vertriebsgesellschaften an Endkunden verkauft:
| Rang | Unternehmen       | Gesamtumsatz 2014 | Marktanteil Stromabsatz 2010 |
| ---- | ----------------- | ----------------- | ---------------------------- |
| 1.   | E.ON              | 111 Mrd. €        | (kein Versorger)             |
| 2.   | RWE               | 48 Mrd. €         | 15,9 %                       |
| 3.   | EnBW              | 21 Mrd. €         | 12,7 %                       |
| 4.   | Vattenfall Europe | 11 Mrd. €         | 4,4 %                        |
| 5.   | EWE               | 8 Mrd. €          | 2,0 %                        |

Auf dem Gasmarkt und bei der Fernwärme stellt sich die Situation etwas anders dar. Die Zahl der Fernwärmeerzeuger ist mit etwas mehr als 500 etwa so groß wie die Zahl der Netzbetreiber und Lieferanten, zumal es sich hier oft um jeweils dasselbe Unternehmen handelt. Es gibt in Deutschland nur sechs Erdgasfördergesellschaften, doch die Zahl der Lieferanten lag 2013 in der Bundesrepublik bei 880. Gazprom ist das weltweit größte Erdgasförderunternehmen und mit 110 Milliarden US-Dollar Marktkapitalisierung eines der größten Unternehmen Europas. Die fünf größten Gasversorger in Deutschland sind – gemessen an der Menge des verkauften Gases:
| Rang | Unternehmen        | Gasabsatz 2014 in GWh |
| ---- | ------------------ | --------------------- |
| 1.   | E.ON               | 339.400               |
| 2.   | Thüga              | 120.500               |
| 3.   | EnBW               | 117.000               |
| 4.   | Stadtwerke München | 106.863               |
| 5.   | RWE                | 90.200                |